# Тур озера Цинхай
Тур озера Цинхай (кит. 环青海湖国际公路自行车赛, англ. Tour of Qinghai Lake) — ежегодная шоссейная многодневная велогонка по дорогам китайской провинции Цинхай, названная в честь одноименного озера. Входит в календарь Азиатского тура UCI и имеет высшую категорию 2.HC.

## История
Впервые гонка состоялась в 2002 году. Первоначально её маршрут состоял из 9 этапов, периодически включая критериум (не всегда входящий в общий зачёт) и пролог. С 2012 года продолжительность соревнования была увеличена до 13 этапов включая день отдыха, сделав гонку одной из самых продолжительных после гранд-туров.
Большинство этапов гонки проводится на высоте более 2000 метров. Так, в 2011 году самая высокая точка маршрута располагалась в горах Циляньшань на высоте 3869 м, а самая низкая — в Ланьчжоу — 1520 м.
В гонке преимущественно принимают участие лучшие гонщики Азии и молодые таланты из Европы. Помимо основного зачёта разыгрываются очковая и горная номинации.
Среди призёров, впоследствии побеждавших на престижных гонках включая гран-туры, можно отметить итальянца Дамиано Кунего, американца Тайлер Хэмилтон и испанца Франсиско Мансебо.

## Призёры
| Год  | Победитель         | Второй             | Третий               |
| ---- | ------------------ | ------------------ | -------------------- |
| 2002 | Том Дэниэлсон      | Глен Чадвик        | Хавьер Тондо         |
| 2003 | Дамиано Кунего     | Гадер Мизбани      | Гочжан Ван           |
| 2004 | Райан Кокс         | Гадер Мизбани      | Джефф Лаудер         |
| 2005 | Мартин Мареш       | Кайрат Байгудинов  | Валерио Аньоли       |
| 2006 | Мартен Тьяллинги   | Хоссейн Аскари     | Накор Бургос         |
| 2007 | Габриэле Миссалья  | Дэниэл Ллойд       | Франсиско Мансебо    |
| 2008 | Тайлер Хэмилтон    | Марек Руткевич     | Хоссейн Аскари       |
| 2009 | Андрей Мизуров     | Гадер Мизбани      | Митя Махорич         |
| 2010 | Хоссейн Аскари     | Радослав Рогина    | Кил Райнен           |
| 2011 | Грегор Газвода     | Дмитрий Груздев    | Матеуш Тачак         |
| 2012 | Хоссейн Ализаде    | Кэмерон Вурф       | Джованни Баэс        |
| 2013 | Самад Паурсеиди    | Евгений Непомнящий | Даниил Фоминых       |
| 2014 | Михаил Кононенко   | Томас Ваубоурзекс  | Александр Поливода   |
| 2015 | Радослав Рогина    | Хоссейн Ализаде    | Франсиско Колорадо   |
| 2016 | Сергей Лагкути     | Матей Мугерли      | Виталий Буц          |
| 2017 | Джонатан Монсальве | Маурисио Ортега    | Бьёрн Турау          |
| 2018 | Эрнан Агирре       | Эрнандо Бохоркес   | Радослав Рогина      |
| 2019 | Робинсон Чалапуд   | Оскар Севилья      | Бенжамин Дибал       |
| 2021 | Zhang Zhishan      | Peng Xin           | Tiantian Hu          |
| 2022 | Liu Jiankun        | Zhang Zhishan      | Yu Tao Shen          |
| 2023 | Хенок Мулубрхан    | Эрик Фагундез      | Давиде Бальдаччини   |
| 2024 | Джефферсон Сепеда  | Томас Силва        | Мануэле Тароцци      |
| 2025 | Хенок Мулубрхан    | Томас Силва        | Харольд Мартин Лопес |

- В 2014 году победу одержал казахстанец Илья Давиденок (Continental Team Astana), который 27 августа 2014 дал положительный допинг-тест на анаболические стероиды после Тур де л'Авенир 2014 года. Он был временно отстранён UCI[4]. Затем он был дисквалифицирован на два года (до 15 октября 2016 года), а его результаты на Туре на озере Цинхай аннулированы[5].